# Луций Папирий Пет
Луций Папирий Пет (Lucius Papirius Paetus) е философ от групата на Епикуруте.
Произлиза от старата римска патрицианска фамилия Папирии.
Той е приятел с Цицерон (106 пр.н.е. – 43 пр.н.е.), с когото си пише писма.
Цицерон написва за приятеля си кратка история на фамилията Папирии.